# 3575 Anyuta
3575 Anyuta este un asteroid din centura principală, descoperit pe 26 februarie 1984 de Nikolai Cernîh.